# Zhao Jin (linguista)
Zhao Jin é uma linguista chinesa conhecida por seus trabalhos sobre alemão como língua estrangeira e estudos interculturais. É professora da Universidade de Tongji, em Xangai.